# Hans Heinrich von Katte
Hans Heinrich comte von Katte (né le 16 octobre 1681 à Wust et mort le 31 mai 1741 à Reckahn) est un maréchal prussien.

## Biographie
Hans Heinrich est le fils du maréchal de la cour de Saxe-Cobourg Hans von Katte (né le 16 juin 1633 et mort le 24 janvier 1684), seigneur de Wust, Scharlibbe, Kamern et Mahlitz (de), administrateur d'arrondissement et capitaine officiel de Jerichow, et de sa femme Eva Auguste, née von Stammern (de) (née le 14 janvier 1645 et morte le 26 janvier 1684).
Katte sert d'abord en Saxe-Gotha, où il devient major en 1703 et prend part à la guerre de Succession d'Espagne. Pendant la guerre, il s'engage au service prussien le 16 janvier 1705 en tant que lieutenant-colonel et adjudant général du roi Frédéric Ier. Déjà le 28 juillet 1705, le roi le promeut au grade de colonel et le nomma l'année suivante le 1er avril à la tête du 9e régiment de cuirassiers "von Canstein (de)". Avec ce dernier, il combat en 1706 à Ramillies, 1708 à Audenarde et 1709 à Malplaquet. Il se distingue également en 1715/16 lors de la campagne de Poméranie (de) lors du siège de Stralsund. Le 6 juillet 1718, il devient général de division.
Katte fait agrandir sa propriété héritée à Wust. En 1706/07, la crypte Est de l'église de Wust (de) est construite et en 1726/27, le manoir y est construit. Il acquit les droits de patronage pour les églises des villages de Wust, Melkow et Sydow en 1726. Le roi Frédéric-Guillaume Ier fait entrer Katte dans l'ordre de Saint-Jean en 1728.
Un événement tragique dans la vie de Katte est l'exécution de son fils, Hans Hermann von Katte, le 6 novembre 1730. La condamnation a lieu à l'instigation du roi Frédéric-Guillaume Ier, pour avoir soutenu la tentative d'évasion du prince héritier Frédéric en août 1730 et pour avoir conspiré auparavant avec des envoyés de puissances étrangères. Le roi justifie son jugement sévère, qu'il regrette, par la nécessité "qu'il serait préférable qu'il meure plutôt que de voir la justice sortir du monde". Il écrit à Hans Heinrich Katte : "Son fils est un scélérat, le mien aussi, alors que peuvent les pères devant cela ?".
Le 29 juillet 1731, Frédéric-Guillaume décerne à Katte la plus haute distinction de Prusse, l'ordre de l'Aigle noir. Par la suite, il reçoit du roi plusieurs grands commandements lors d'exercices de cavalerie et quelques missions spéciales. Le 5 juillet 1731, Frédéric-Guillaume le promeut lieutenant général et le 17 juillet 1736, général de cavalerie. De 1734 à 1736, Katte est gouverneur de Colberg.
Quatre semaines après son accession au trône, le roi Frédéric II nomme Katte maréchal général en juin 1740 et l'élève avec sa famille au rang de comte en août. Ses fils étant décédés sans laisser de descendance, la lignée comtale prend fin après seulement huit ans.
Katte meurt au camp de Reckahn en 1741 et est enterrée dans la crypte Est de Wust.

## Famille
La sœur de Hans Heinrich von Katte, Sophie Dorothea, mariée à Bismarck-Schönhausen, est l'ancêtre du chancelier impérial, le prince Otto von Bismarck.
Katte est mariée deux fois. Sa première épouse est Dorothea Sophie comtesse impériale von Wartensleben (née le 13 novembre 1684 et morte le 5 novembre 1706 à Bruxelles), fille du maréchal Alexander Hermann von Wartensleben. Le couple a les enfants suivants :
- Hans Herman (né le 28 février 1704 à Berlin et mort le 6 novembre 1730 à Custrine), l'ami malheureux du prince héritier Frédéric
- Louise-Charlotte (née le 30 novembre 1705 à Wust et morte le 14 janvier 1706 dans la même ville)
- Sophie Henriette (née le 5 octobre 1706 à Bruxelles et morte le 11 décembre 1759) mariée avec Friedrich Wilhelm von Rochow (1689–1759), lieutenant général prussien

Sa seconde épouse est Katharina Elisabeth von Bredow (née le 11 avril 1696 et morte le 18 juillet 1756). Le couple a les enfants suivants :
- Elisabeth Catherine (née le 4 février 1714 à Wust) mariée à Johann Gebhard von Winterfeld (1704–1778)
- Luise Charlotte (1718–1789) mariée à Karl Ludolf von Bismarck (née le 13 février 1700 et morte le 17 septembre 1760)
- Friedrich Wilhelm Ludewig (né le 6 janvier 1721 et mort le 27 juin 1748), chevalier de l'ordre de Saint-Jean, capitaine de cavalerie et commandant de compagnie dans le régiment de cuirassiers « von Bornstedt »
- Friedrich Albrecht Wilhelm (né le 24 novembre 1725 et mort le 14 octobre 1748), capitaine d'état-major du régiment de cuirassiers « von Bornstedt » ;

les deux fils sont morts à la suite d'un duel qu'ils ont disputé le 27 juin 1748 pour une seule et même dame.